# 杉山神社 (横浜市都筑区茅ケ崎中央)
杉山神社（すぎやまじんじゃ）は神奈川県横浜市都筑区にて、都筑中央公園東端の高台に鎮座している神社。旧茅ヶ崎村の郷社で、横浜市内唯一かつ旧武蔵国の式内社である「杉山神社」の有力論社の一つとされている。

## 祭神
- 五十猛命[1]
- 配祀神（合祀）：天照大神、倉稲魂神、素戔嗚尊[1][2]

なお、神奈川県神社庁のサイトでは天照大神が祭神となっている。また、後述のように当初は祭神が異なっていたことが記されている文献資料があり、さらに日本武尊が祀られていたという伝えも残っている。

## 由緒
境内の1920年（大正9年）10月13日建立「神社合祀記録碑」や『新編武蔵風土記稿』によると、天武天皇白鳳3年（674年）、安房神社神主の忌部勝麻呂（紀州系忌部氏）によって武蔵国の杉山の岡に高御座巣日太命（高御産日命）・天日和志命（天日鷲命）・由布津主命（阿八別彦命）の3柱（現在の祭神とは異なっている）が祀られたことが記されており、同氏の麻穀栽培地開墾の拡大とともに神社も広まったとされる。当時の都筑郡は開拓者である忌部氏の勢力が強く、古東海道も横断し物資の集散地であった。ただし、杉山神社の始まりが忌部勝麻呂によるものとされることについては、他に文献資料などが残っておらず根拠としては乏しいとされる。

## 式内社の論社として
『新編武蔵風土記稿』では「恐ラク当社コソ昔ノ式社ナルヘケレ」と記されており、郷土史家の戸倉英太郎も『杉山神社考』の中で当社を式内社の「杉山神社」と比定している。なお当社も他の多くの論社と同じく、鶴見川水系（早渕川）沿いの高台に鎮座している。
当社境内から背後の丘陵上にかけては、縄文時代前期の貝塚と、弥生・古墳時代集落の複合遺跡である境田貝塚が分布している。

## 境内社
- 稲荷神社

## 祭事・年中行事
- 例大祭：10月13日（秋祭り）

## 御神体
吉田東悟『地名辞書』によると、当社の御神体は不動の像が刻まれた円経10cmの銅鏡とされる。

## その他
当社には神職が常駐しておらず、青葉区荏田町にある劔神社の兼務社となっている。

## 所在地・交通
神奈川県横浜市都筑区茅ケ崎中央57-18
- 横浜市営地下鉄ブルーライン「センター南駅」より徒歩約6分

## ギャラリー

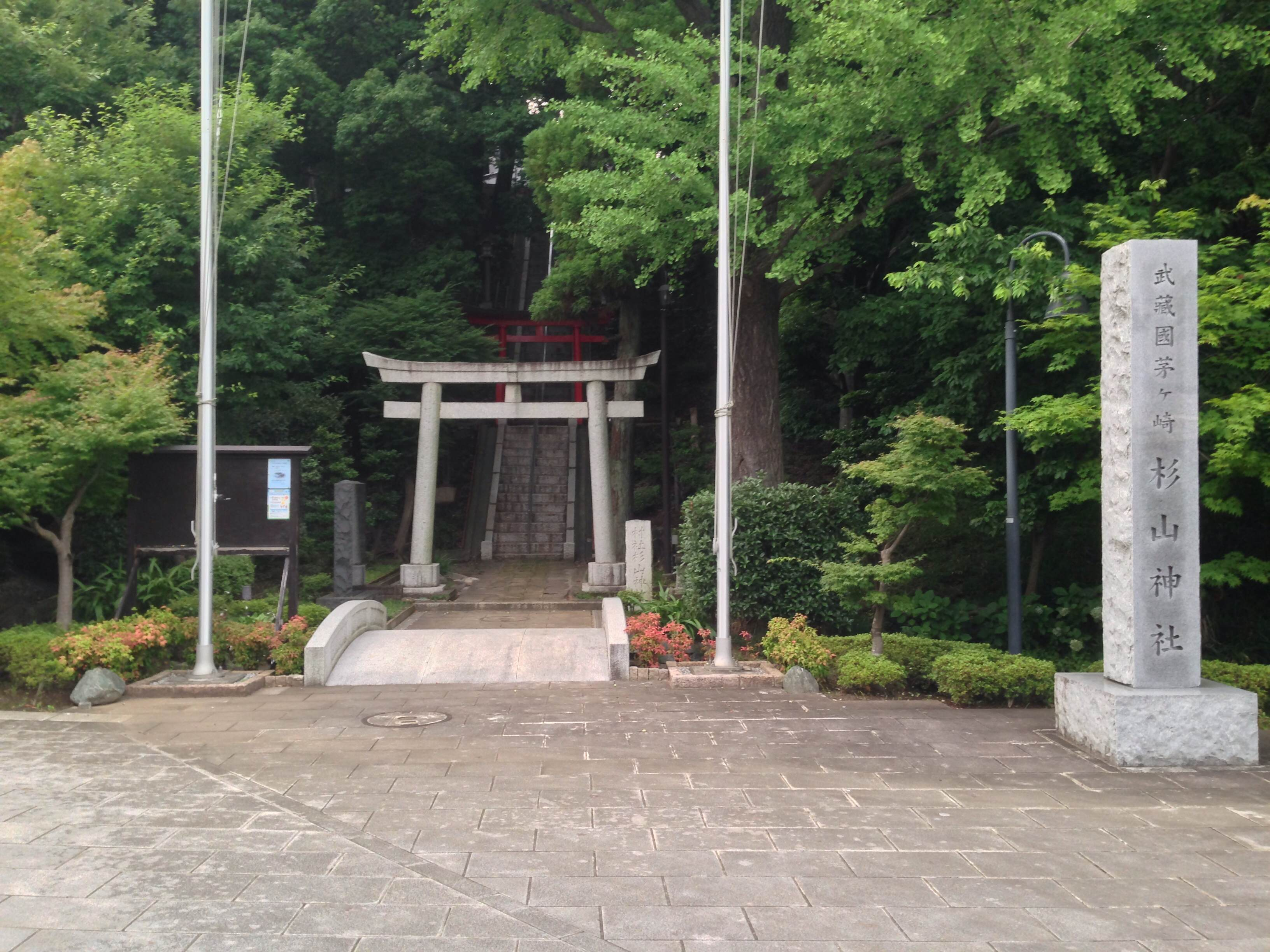
当社の社号標と一つ目の鳥居
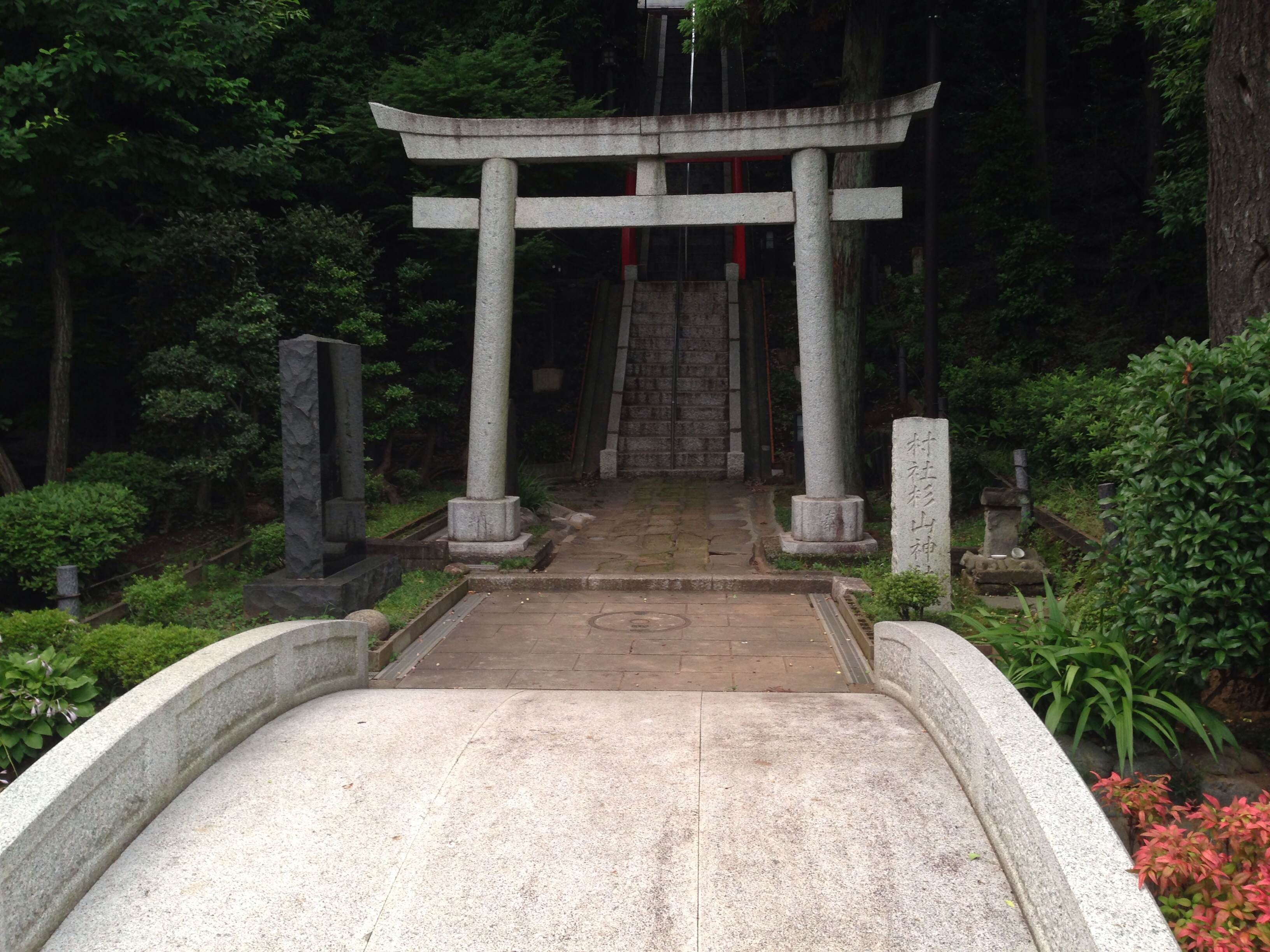
一つ目の鳥居
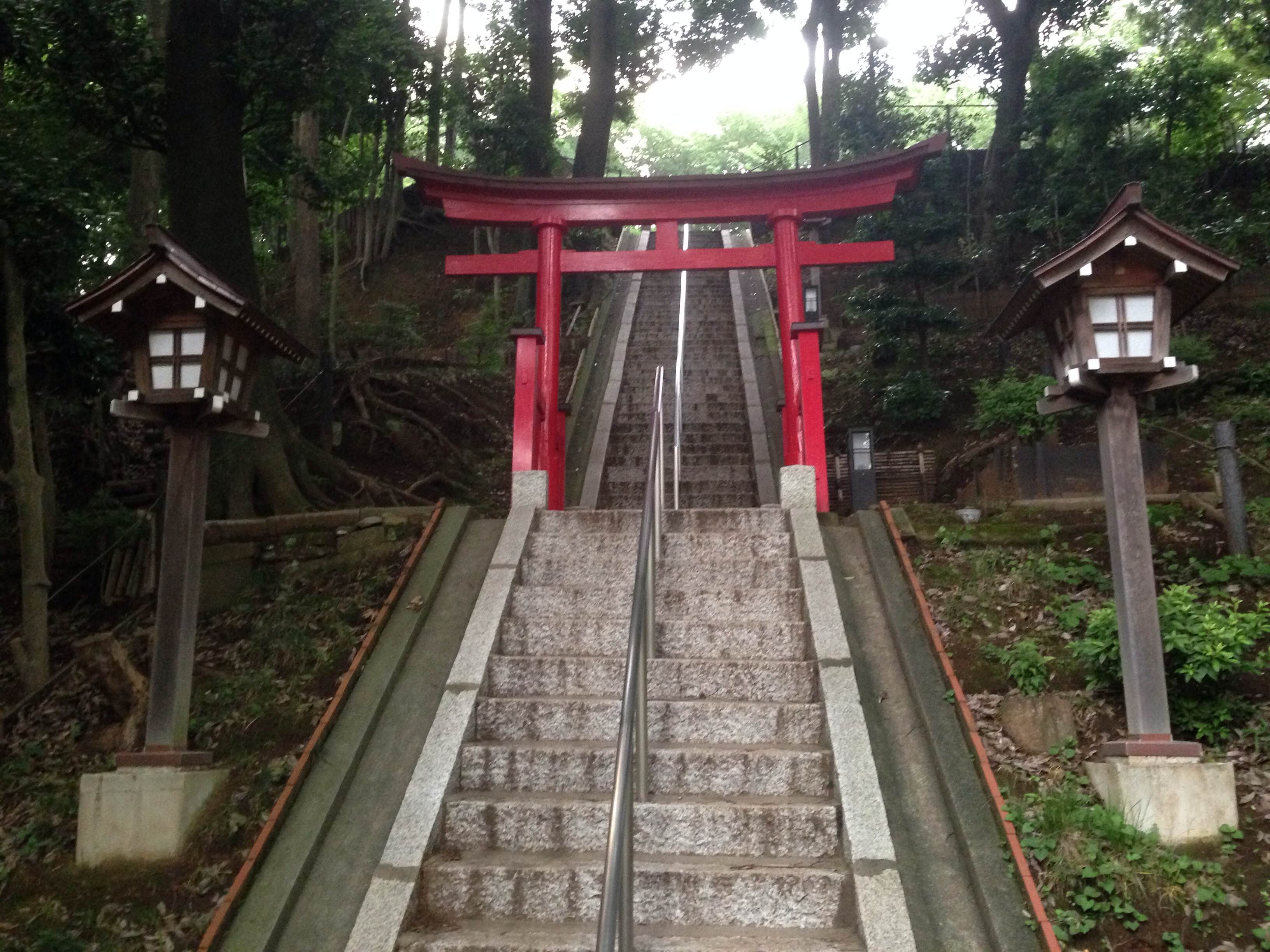
階段の途中にある二つ目の鳥居
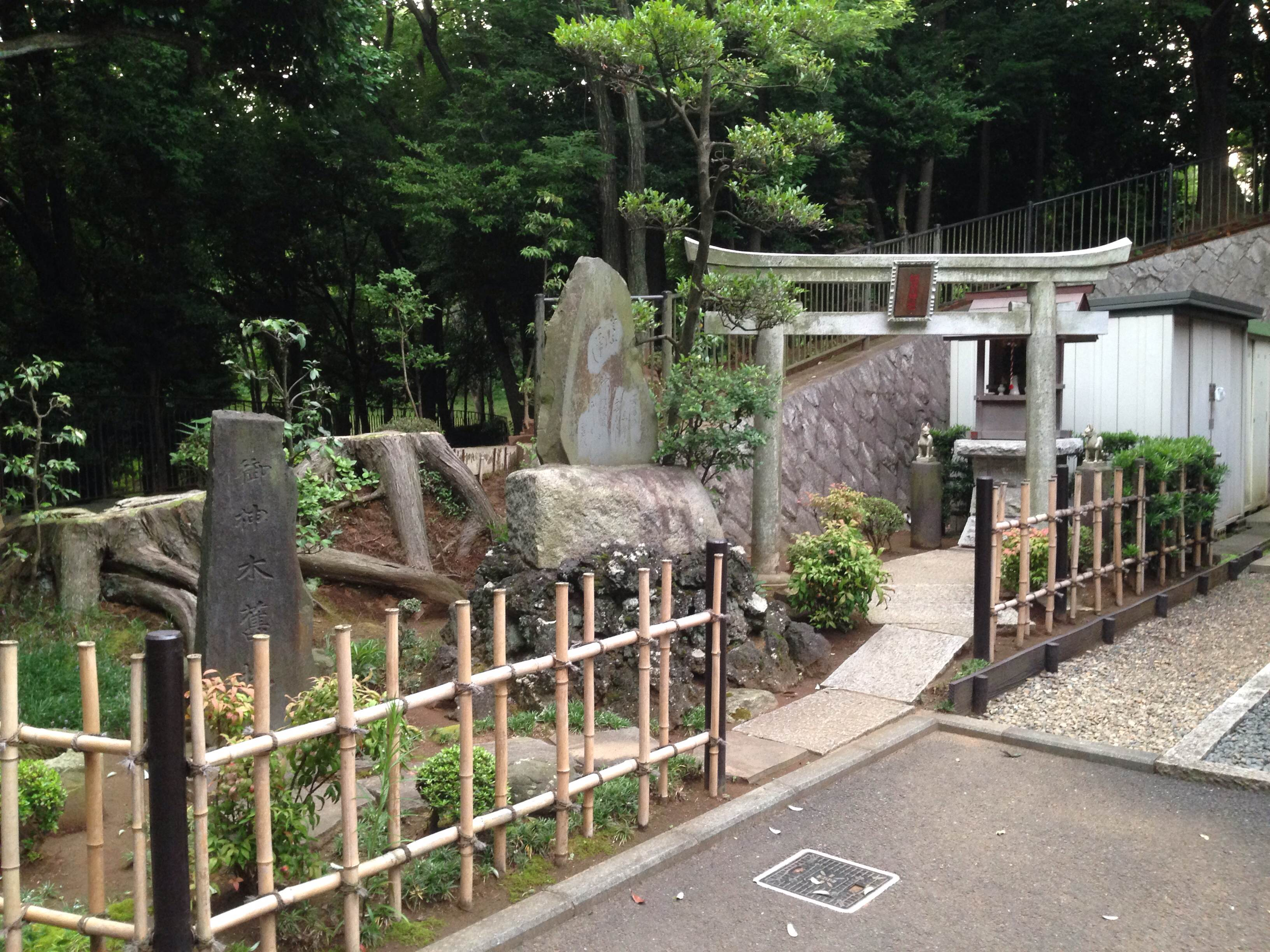
境内の稲荷神社